# Микаелян, Гедеон Айрапетович
Гедео́н Айрапе́тович Микаеля́н (1 августа 1907, п. Нор-Баязет, ныне город Гавар (Армения) — 1 декабря 1985) — советский офицер, участник Великой Отечественной войны, Герой Советского Союза, командир 209-го гвардейского стрелкового полка 73-й гвардейской Сталинградской стрелковой дивизии 7-й гвардейской армии Степного фронта, гвардии полковник.

## Биография
Родился 1 августа 1907 года в посёлке Нор-Баязет, ныне город Гавар (Армения), в крестьянской семье. Армянин. Окончил 7 классов. Работал рабочим на электростанции.
В Красной Армии с 1924 года. В 1928 году окончил Армянскую объединённую военную школу. Член ВКП(б)/КПСС с 1928 года.
На фронтах Великой Отечественной войны с июня 1941 года. В 1943 году окончил Военную академию имени М. В. Фрунзе. С 9 октября 1943 года по 7 января 1944 года командовал 209-м гвардейским стрелковым полком.
Командир 209-го гвардейского стрелкового полка (73-я гвардейская стрелковая дивизия, 7-я гвардейская армия, Степной фронт) гвардии подполковник Гедеон Микаелян с боями 24 сентября 1943 года вышел с вверенным ему полком к реке Днепр в районе села Старый Орлик Кобелякского района Полтавской области Украины.
Очистив левый берег от противника, воины-гвардейцы полка под командованием Микаеляна ночью на подручных средствах форсировали Днепр и, овладев островом Глинск-Бородаевский, прочно закрепились на плацдарме.
Указом Президиума Верховного Совета СССР от 26 октября 1943 года за образцовое выполнение боевых заданий командования на фронте борьбы с немецко-фашистскими захватчиками и проявленные при этом мужество и героизм гвардии подполковнику Микаеляну Гедеону Айрапетовичу присвоено звание Героя Советского Союза с вручением ордена Ленина и медали «Золотая Звезда» (№ 1347).
После войны Микаелян продолжил службу в армии. В 1951 году окончил Ереванский государственный университет. С 1953 года в запасе.
Жил в столице Армении — городе Ереван, работал научным сотрудником Института археологии Академии наук Армянской ССР. Скончался 1 декабря 1985 года.

## Награды
- Герой Советского Союза;
- два ордена Ленина;
- орден Красного Знамени;

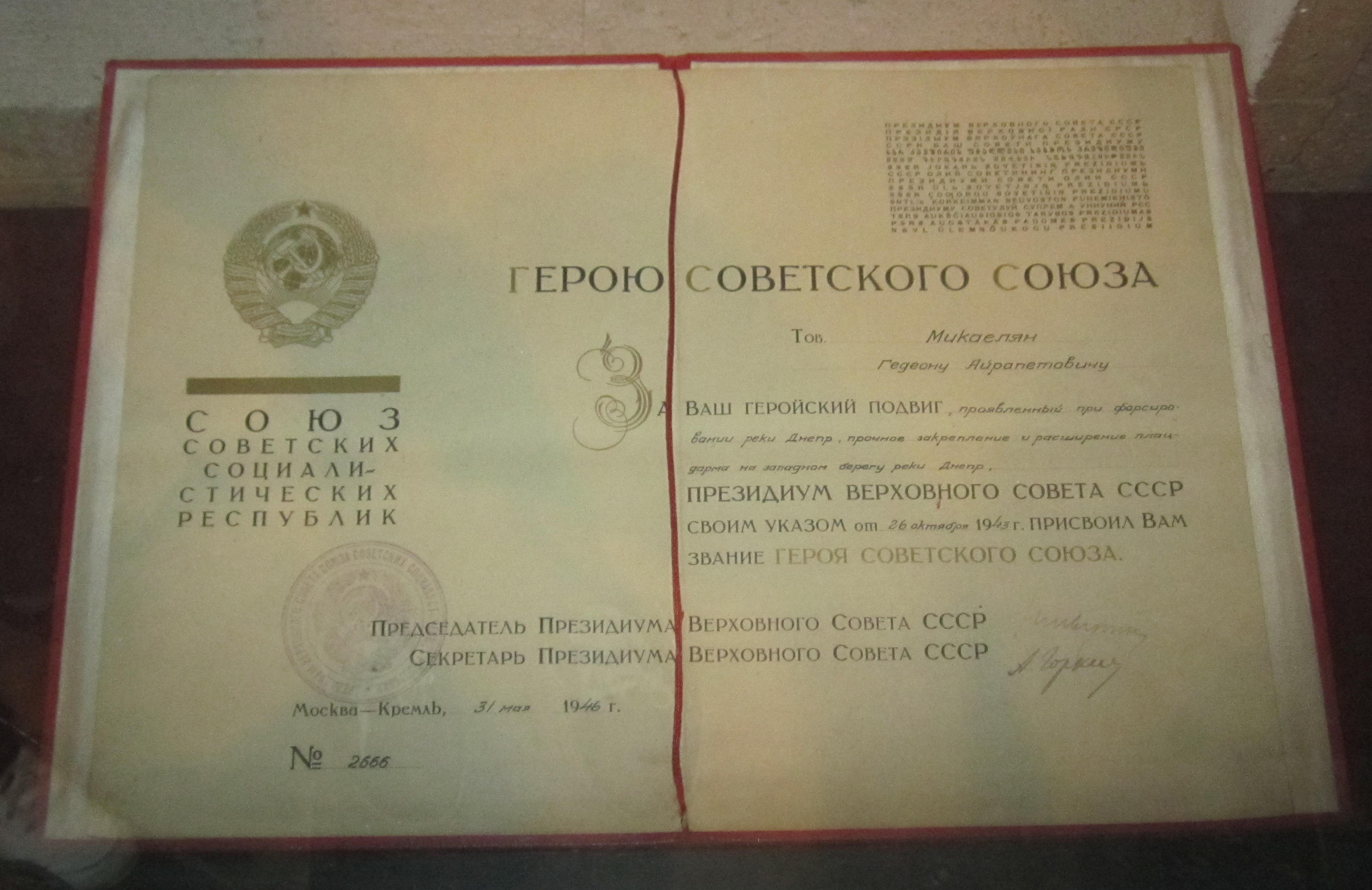
Почётная Грамота Президиума Верховного Совета СССР Герою Советского Союза. 26 октября 1943 года. Военно-исторический музей Министерства обороны Армении «Мать-Армения».

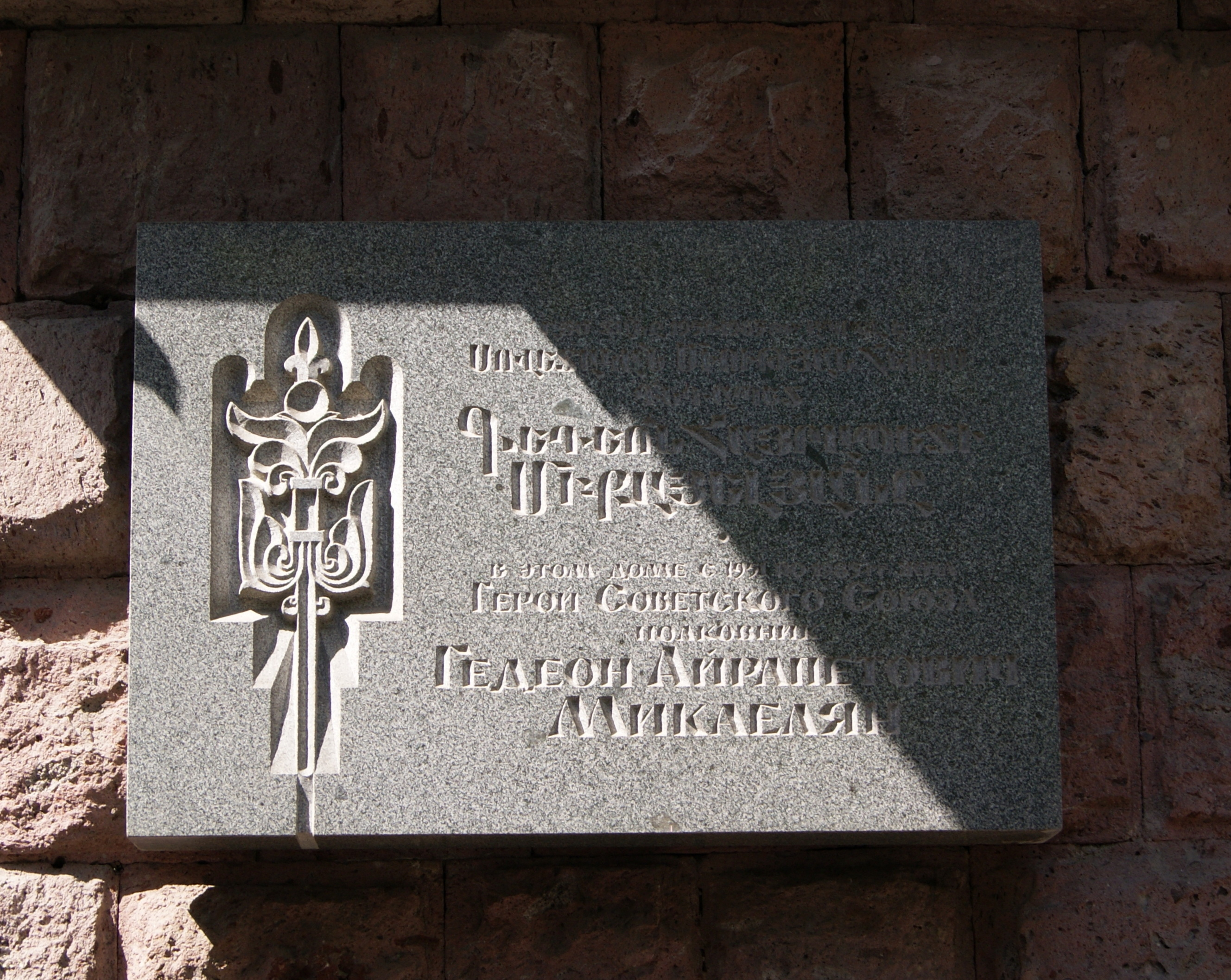
Мемориальная доска в Ереване

- орден Отечественной войны I степени;
- медали, в том числе:
  - медаль «За победу над Германией в Великой Отечественной войне 1941—1945 гг.»;
  - юбилейная медаль «Двадцать лет Победы в Великой Отечественной войне 1941—1945 гг.»;
  - юбилейная медаль «Тридцать лет Победы в Великой Отечественной войне 1941—1945 гг.»;
  - юбилейная медаль «Сорок лет Победы в Великой Отечественной войне 1941—1945 гг.».